# Sororité (féminisme)
Pour les articles homonymes, voir Sororité.

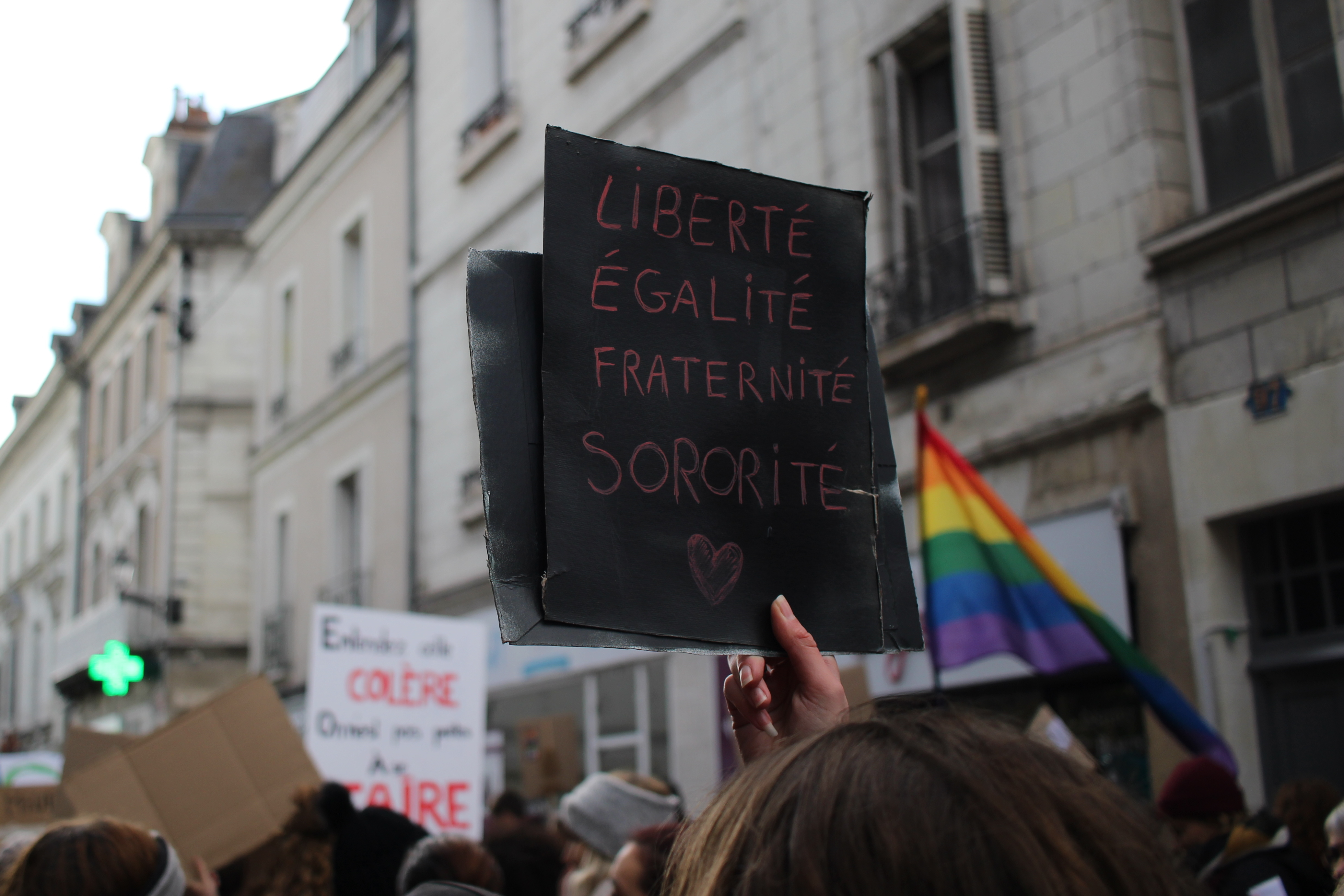
Détournement de la devise de la République française « Liberté, Égalité, Fraternité » en y ajoutant le terme « Sororité », dans une manifestation pour les droits des femmes en 2018.

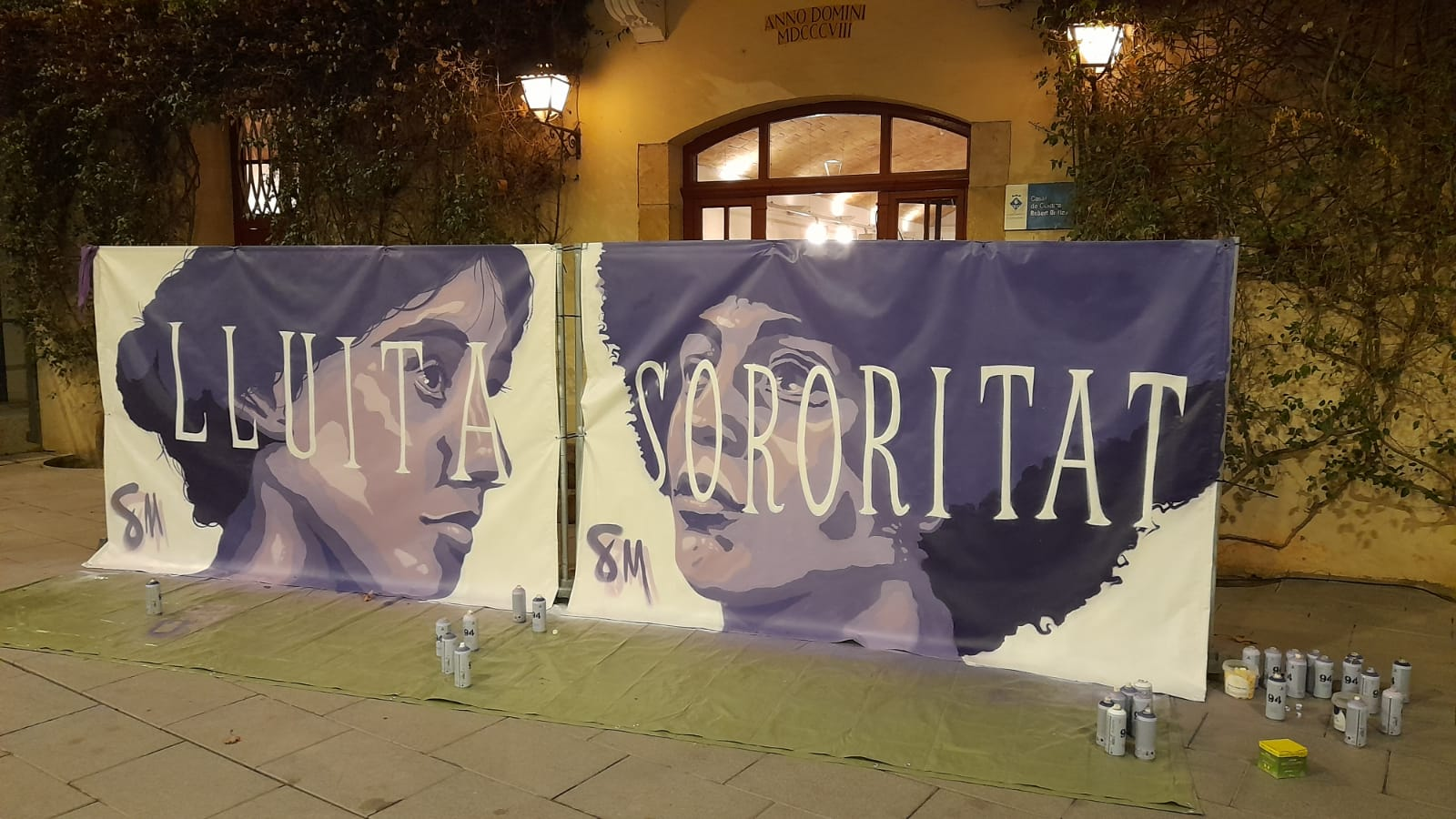
Graffiti à Esplugues de Llobregat qui incite à la lutte et à la sororité (lluita, sororitat en catalan).

La sororité est un concept féministe, qui désigne la solidarité entre les femmes, similaire à celui de la fraternité. Ces concepts se caractérisent en effet par des aspects similaires tels que la solidarité entre personnes d'un même groupe, mais sont différents dans leurs objectifs et leurs perspectives d'usage.

## Étymologie
Le terme « sororité » est probablement emprunté au latin médiéval sororitas signifiant « communauté religieuse de femmes ». Sororité est un nom commun féminin inspiré du terme latin soror, qui signifie sœur. C'est dans ce sens que Rabelais crée et emploie le latinisme sorores, que l'on trouve dans un poème qui lui est attribué ; il emploie aussi le terme sororité au chapitre XXVII du Tiers Livre dans le sens de « relation, qualité de sœurs ».

## Histoire
Le terme anglais sisterhood existe depuis au moins le XVIe siècle pour désigner un groupe de femmes partageants des caractéristiques en commun. Ce terme exprime alors l'expression de la solidarité entre femmes. La sororité désigne les liens entre les femmes qui se sentent des affinités, ont un vécu partagé dû à leur même condition féminine et au statut social qui y est alors lié.
Le terme gagne en visibilité lors de la deuxième vague féministe dans les années 1970 (avec notamment l'anthologie La sororité, c'est le pouvoir de Robin Morgan), qui veut faire entrer dans le langage commun l'équivalent féminin de fraternité. 
Dans son ouvrage collectif intitulé Sororité, Chloé Delaume la définit comme « une relation horizontale, sans hiérarchie ni droit d’aînesse. Un rapport de femme à femme, ni fille ni mère »[réf. incomplète].
Le terme de Rabelais a été réutilisé dans le scoutisme féminin peu avant 1940, avant qu'il ne soit rapidement remplacé par le concept de « sestralité » (de sister), de contenu assez proche.

### Anecdote
La candidate à l'élection présidentielle française Ségolène Royal a utilisé le mot « sororité » dans un discours électoral à Dijon, le 7 mars 2007.